# Maasdonk
Maasdonk (phát âmⓘ) là một thị xã trong tỉnh Noord-Brabant, Hà Lan. Khu vực con của Maasdonk là Geffen, Nuland và Vinkel. Toà hành chánh thị xã Maasdonk ở Geffen.
Hướng tây Maasdonk là thị xã 's-Hertogenbosch. Về hướng đông là thị xã Oss. Phương bắc là thị xã Oss. Về phương nam là thị xã Sint-Michielsgestel và Bernheze.

## Địa điểm nổi tiếng

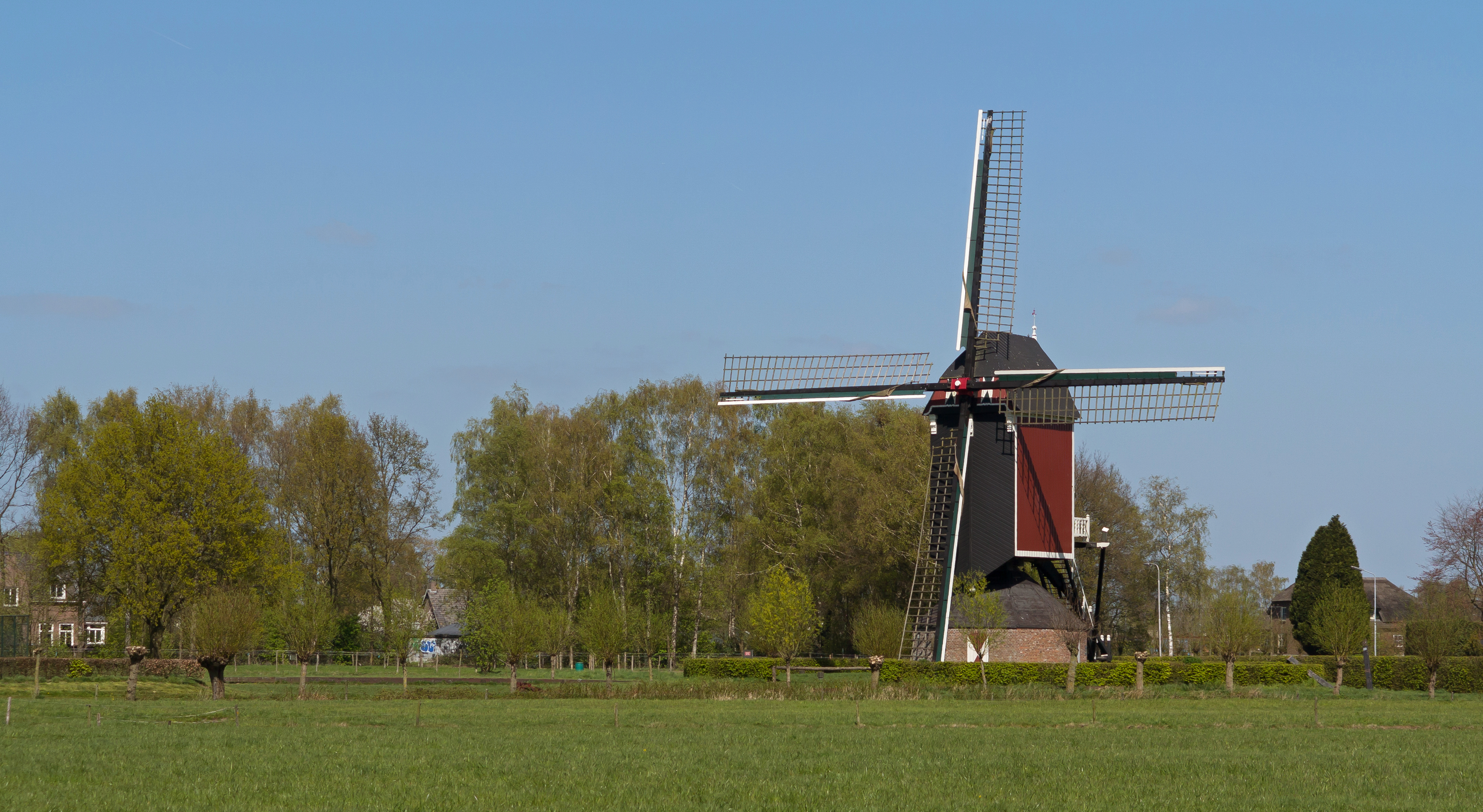
Cối xay gió Geffen
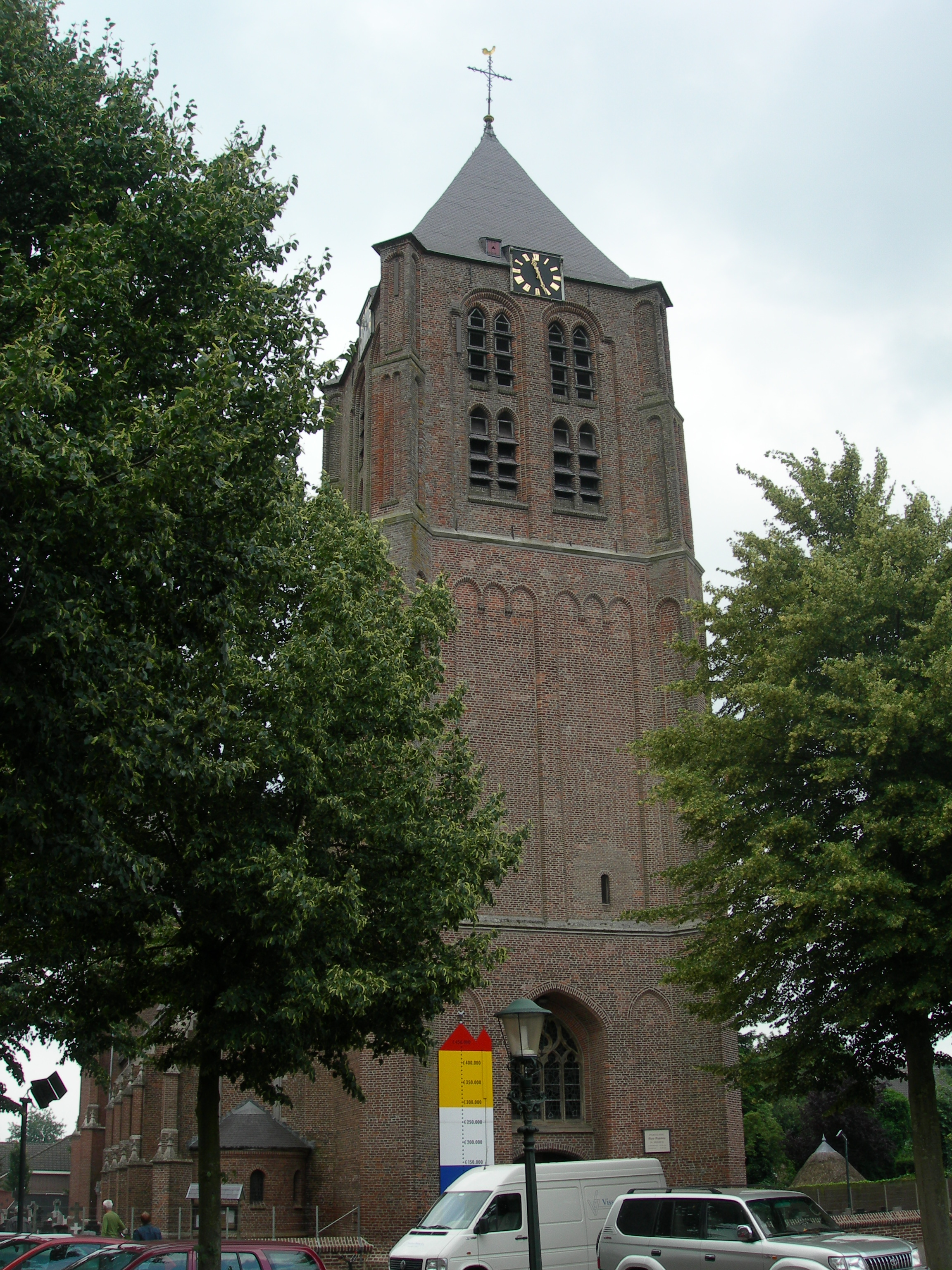
Nhà thờ Geffen
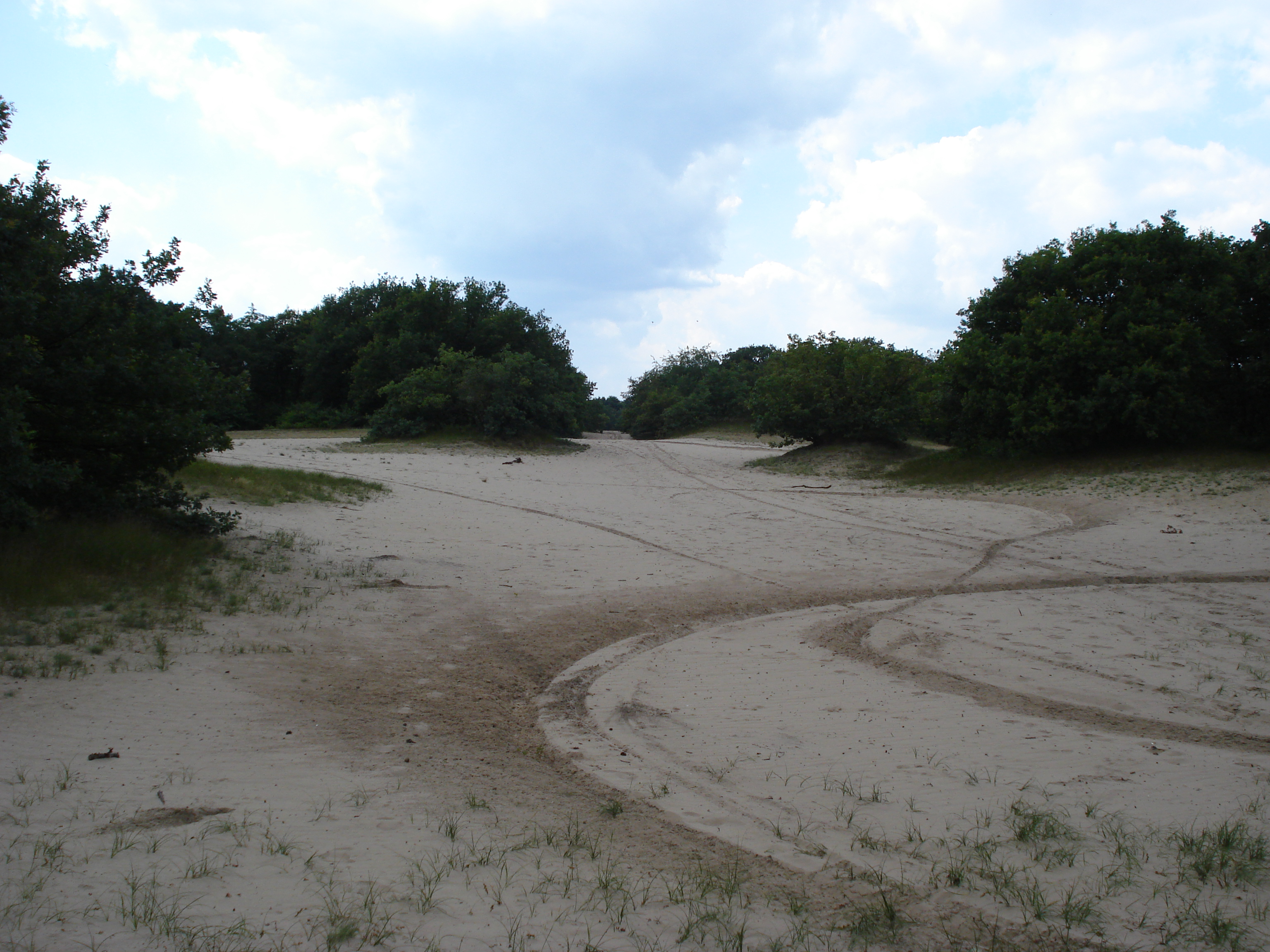
Cây thạch nam Nuland
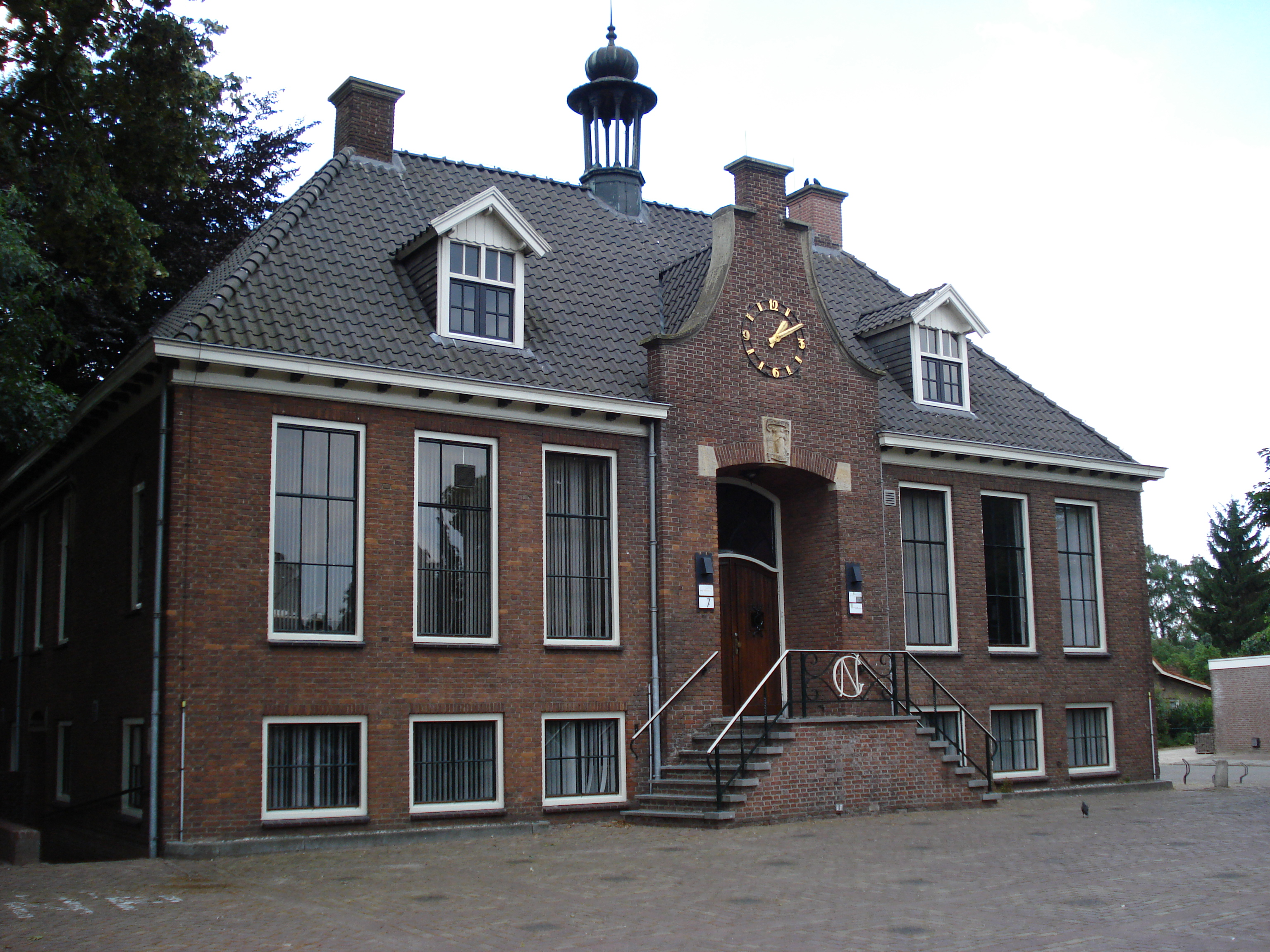